# Comuna de Domanice
Domanice (polaco: Gmina Domanice) é uma gminy (comuna) na Polónia, na voivodia de Mazóvia e no condado de Siedlecki. A sede do condado é a cidade de Domanice.
De acordo com os censos de 2004, a comuna tem 2721 habitantes, com uma densidade 58,1 hab/km².

## Área
Estende-se por uma área de 46,87 km², incluindo:
- área agricola: 77%
- área florestal: 16%

## Demografia
Dados de 30 de Junho 2004:
|                      | Total   | Total | Mulheres | Mulheres | Homens  | Homens |
| -------------------- | ------- | ----- | -------- | -------- | ------- | ------ |
|                      | pessoas | %     | pessoas  | %        | pessoas | %      |
| População            | 2721    | 100   | 1355     | 49,8     | 1366    | 50,2   |
| Densidade (pop./km²) | 58,1    | 100   | 28,9     | 28,9     | 29,1    | 29,1   |

De acordo com dados de 2002, o rendimento médio per capita ascendia a 1433,59 zł.

## Comunas vizinhas
- Łuków, Skórzec, Stoczek Łukowski, Wiśniew, Wodynie